# Luzonneushoornvogel
De luzonneushoornvogel (Penelopides manillae) is een neushoornvogel die voorkomt in de regenwouden in het noorden van de Filipijnen

## Kenmerken
De luzonneushoornvogel wordt ongeveer 53,5 centimeter lang met een spanwijdte van zo'n 22,5 centimeter. De soort is samen met de mindanaoneushoornvogel en de mindoroneushoornvogel de kleinste in de Filipijnen voorkomende neushoornvogelsoort. Het mannetje is makkelijk te herkennen aan de vaalwitte kop, zijkanten van de nek, onderkant hals en borst. De buik en flanken zijn in tegenstelling tot de visayanneushoornvogel vaalgeel in plaats van donkerrood. De rug en vleugels zijn bruin tot zwart met wat donkerrood daardoorheen. De staart is in tegenstelling tot de mindanaoneushoornvogel en de mindoroneushoornvogel bruin tot zwart met bijna aan het eind een witte tot donkerrode band. Het vrouwtje is grijsbruin tot zwart.
De luzonneushoornvogel is net als alle neushoornvogels een luidruchtige vogel die in paren of in groepjes leeft. De soort vliegt door afwisselend met de vleugels te klappen en te zweven.

## Voedsel
Het dieet van de luzonneushoornvogel bestaat voornamelijk uit fruit. Ze eten ook wel insecten, kevers, mieren en heel soms wormen.

## Voortplanting
De luzonneushoornvogel plant zich voort in de maand mei. Het vrouwtje legt daarbij zo'n 3 eieren, waarbij ze zichzelf inbouwt in haar nest tijdens het uitbroeden van de eieren.

## Verspreiding en leefgebied
Er worden twee ondersoorten onderscheiden:
- P. m. manillae: Luzon, Marinduque, Catanduanes en omliggende eilandjes.
- P. m. subnigra: Polillo en Patnanungan.

Het leefgebied is primair regenwoud tot op 1500 meter boven zeeniveau.

## Status
De grootte van de wereldpopulatie is niet gekwantificeerd. De luzonneushoornvogel gaat in aantal achteruit door ontbossing. Echter, het tempo ligt onder de 30% in tien jaar (minder dan 3,5% per jaar). Om deze redenen staat de soort als niet bedreigd op de Rode Lijst van de IUCN.